# مايندهنتر (مسلسل)
مايندهنتر هو مسلسل جريمة درامي أمريكي من تكوين جو بينهال، استناداً على كتاب مايندهنتر: داخل نخبة وحدة الجرائم التسلسلية لمكتب التحقيقات الفيدرالي من كتابة جون أي دوغلاس ومارك أولشاكر. هذه السلسلة من إنتاج ديفيد فينشر وتشارليز ثيرون وعدة أخرون، عرض المسلسل لأول مرة عالمياً على نتفليكس بتاريخ 13 أكتوبر 2017.

## الحبكة
تقع الأحداث في 1977 - في الأيام الأولى من علم النفس الجنائي والتنميط الجاني في مكتب التحقيقات الفيدرالي[4][4][4][4][4]، مايندهنتر يدور حول عميل مكتب التحقيقات الفيدرالي هولدن فورد (جوناثان غروف) وبيل تينش (هولت مكالاني), الذين يقابلون سفاحين وقتلة متسلسلين من أجل فهم كيفية تفكير هؤلاء المجرمين وتطبيق هذه المعرفة في حل قضايا جارية.

## الممثلون والشخصيات

### الرئيسيون
- جوناثان غروف بدور هولدن فورد[6]، عميل خاص في وحدة العلوم السلوكية في مكتب التحقيقات الفيدرالي.
- هولت مكالاني بدور بيل تينش، عميل خاص في وحدة العلوم السلوكي في مكتب التحقيقات الفيدرالي.
- هانا غروس بدور ديبورا «ديبي» ميتفورد، صديقة هولدن وطالبة دراسات عليا فيجامعة فرجينيا.
- آنا تورف بدور ويندي كار، أستاذة علم النفس تشغل منصباً في جامعة بوسطن
- كوتر سميث بدور شيبارد، رئيس وحدة أكاديمية التدريب الفدرالي للتدريب

## الاستقبال
مايندهنتر حصل على مراجعات إيجابية من النقاد في ميتاكريتيك، الموسم الأول حصل على 78 درجة من أصل 100 بناءً على رأي 24 من النقاد، حيث أشير إليه «بمراجعات إيجابية عموماً». في روتن توميتوز حصل على نسبة موافقة 97% مع متوسط درجة 7.66 من أصل 10 بناءً على 58 مراجعة، واتفقت أراء النقاد على «مايندهنتر ميز نفسه في هذا النوع المكتظ مع صور سينمائية طموحة واهتمام دقيق بتطوير الشخصية.»

## وصلات خارجية
- الموقع الرسمي
- مايندهنتر على موقع IMDb (الإنجليزية)
- مايندهنتر على موقع ميتاكريتيك (الإنجليزية)
- مايندهنتر على موقع روتن توميتوز (الإنجليزية)
- مايندهنتر على موقع نتفليكس (الإنجليزية)
- مايندهنتر على موقع فيلمافينيتي (الإسبانية)
- مايندهنتر على موقع كينوبويسك (الروسية)
- مايندهنتر على موقع ألو سيني (الفرنسية)
- مايندهنتر على موقع قاعدة بيانات الفيلم (الإنجليزية)